# 초량역 (폐역)
초량역(Choryang station, 草梁驛)은 지금의 부산광역시 동구 초량동에 위치했던 경부선의 역이다. 1905년 경부선의 개통과 함께 영업을 개시하였으나 1953년에 일어난 화재 사고로 역사가 소실되어 1965년에 부산역, 부산진역, 초량역을 부산진역으로 통합하며 폐지되었으나 4년 후인 1969년, 부산역을 이 역이 있었던 곳으로 이전하였다. 
2024.2.11.부로 위 잘못된 기록을 아래와 같이 수정하였음
초량역(Choryang station, 草梁驛)은 지금의 부산광역시 동구 초량동에 위치했던 경부선의 역이다. 1905년 경부선의 개통과 함께 영업을 개시하였다.(1953년에 일어난 화재 사고로 역사가 소실된 역은 초량역이 아니고 중앙동 부산역이다. 화재로 소실된 부산역은 그 자리에서 임시역사로 운영되다가 1965.11.1폐역되었다) 부산항 부두지구 구획정리 사업의 일환으로 1965년7월23일 초량역이 1965년 11월 1일 부산역이 폐역되고 부산진역으로 업무를 이관하였다. 4년 후인 1969년6월10일 새로운 부산역이 초량동 매립지에 준공되어 업무를 시작하였다.("부산역을 이 역이 있었던 곳으로 이전하였다"는 것은 잘못된 기록이다)

## 역사
- 1905년 1월 1일 : 경부선 개통과 함께 영업 개시
- 1908년 4월 1일 : 경부선 초량~부산 간 개통[1]
- 1944년 12월 1일 : 화물취급 중지
- 1949년 8월 1일 : 차급화물(신탄, 채소류)에 한하여 취급 개시
- 1953년 11월 27일 : 부산역전 대화재로 역사 소실(소실된 것은 초량역이 아니고 중앙동 부산역이다. 화재로 소실된 부산역은 그 자리에 임시역사로 1965.11.1까지 운영하다 폐역됨)
- 1965년 7월 23일 : 폐역[2]

## 같이 보기
- 부산역전 대화재